# 王景武 (1963年)
王景武（1963年8月—），男，汉族，河北柏乡人，中华人民共和国政治人物。曾先后出任衡水市委副书记、市长，中共衡水市委书记，中共沧州市委书记。2021年6月任河北省人力资源和社会保障厅党组书记、厅长。2022年9月被免去河北省人力资源和社会保障厅厅长的职务。